# Cristoforo Baschenis il Vecchio
Cristoforo Baschenis, detto il Vecchio (Averara, 1520 – 1613 circa), è stato un pittore italiano.
- La dinastia di Lanfranco
  - Antonio Baschenis (doc. 1450/1490)
  - Angelo Baschenis (doc. 1450/1490)
  - Giovanni e Battista Baschenis (doc. 1471/1503)
- La dinastia di Cristoforo
  - Cristoforo I Baschenis (doc. 1465/1475)
  - Dionisio Baschenis (doc. 1493)
  - Simone I Baschenis (doc. 1488/1503)
  - Cristoforo II Baschenis (doc. 1472/1520)
  - Simone II Baschenis (1495 ca. /1555)
  - Filippo Baschenis (doc. 1537/ 1596)
  - Cristoforo Baschenis il Vecchio  (1520 ca/1613 ca.)
  - Cristoforo Baschenis il Giovane (1560 ca./1626 ca.)
  - Pietro Baschenis (1590 ca./1630)
  - Evaristo Baschenis (1617/1677)

## Biografia
Cristoforo Baschenis, detto il vecchio per distinguerlo dall' omonimo detto il Giovane (1560-1626) suo nipote, nacque nel 1520 nella frazione Colla di Santa Brigida in Val Brembana.
Cristoforo era figlio di Simone e fratello di Antonio e Filippo della grande dinastia dei Baschenis pittori. Il padre fu forse il più importante della famiglia di pittori lavorando non solo in Bergamo ma lasciando molte delle opere nel Trentino, territorio che vide il piccolo Cristoforo collaborare con il padre..
Cristoforo aprì una bottega d'arte a Bergamo in borgo san Lorenzo nella seconda metà del XVI secolo, e prese a lavorare come apprendista dal 1572 il nipote omonimo, risulta un atto del fratello Antonio che gli affidava il figlio, e Gian Paolo Cavagna. Malgrado i due soprannomi vi sono state nel tempo alcune incongruenze ed errori nell'aggiudicazione dei lavori dei due artisti.
Nel 1573 acquistò al costo di 200 lire imperiali, un'abitazione in Bergamo, via Borgo Palazzo. Dall'atto si evince che abitava in Borgo San Leonardo. La commissione per la chiesa di San Rocco a Fontanella verrà dall'artista firmata nel 1576.
Si ritiene che sia morto verso il 1585. Dell'artista rimangono alcune opere murali sulle abitazioni della città orobica.

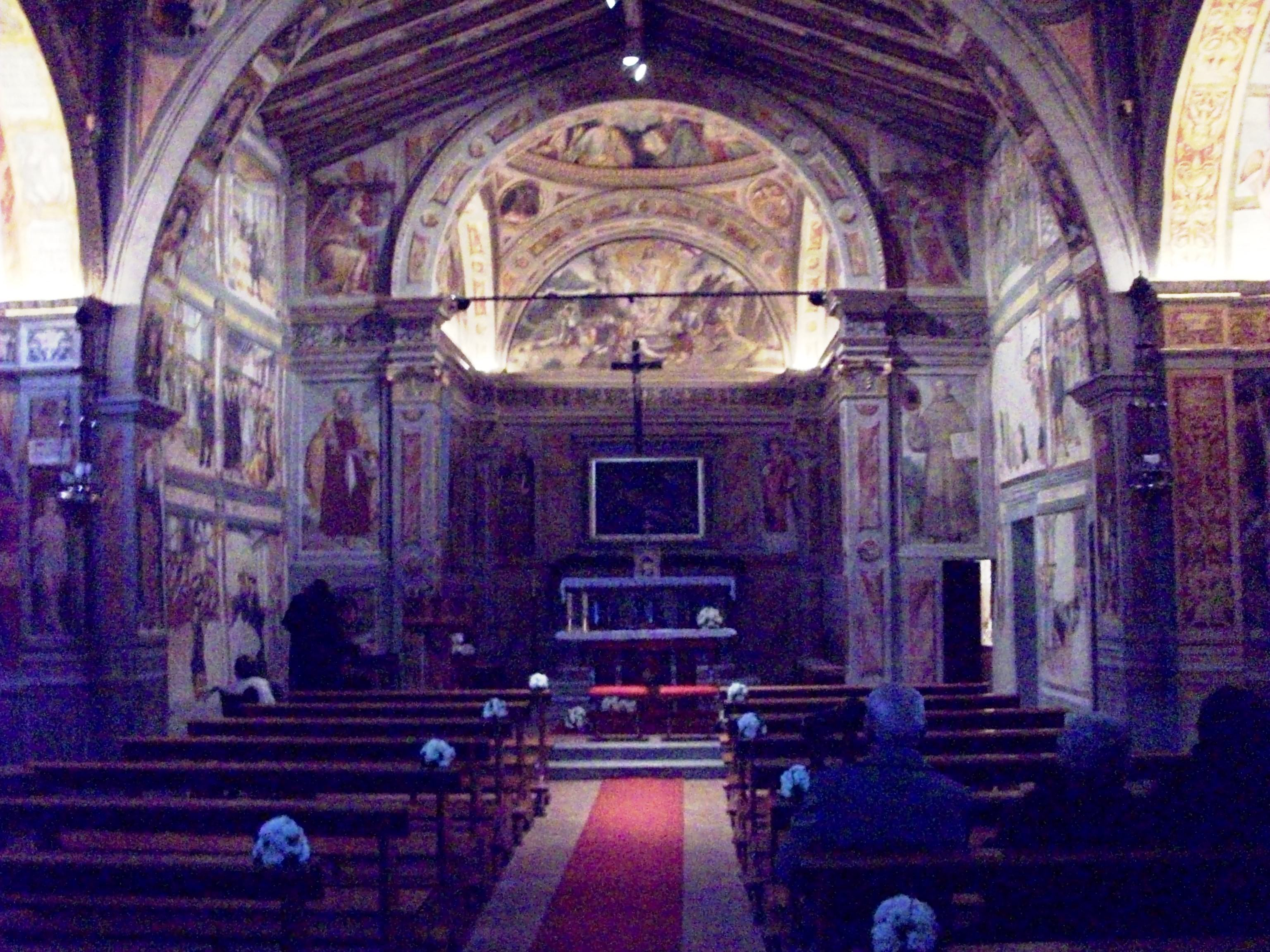
Lallio-chiesa di san Bernardino affreschi di Crisoforo Baschenis il Vecchio.

## Opere
- Vita di san Benedetto chiostro del chiesa di san Benedetto
- Lunette interne al Tempietto di Santa Croce nella parte alta della città di Bergamo, inizialmente assegnati al nipote
- Cappella di san Giovanni in alta val Brembana fra i paesi di Cusio e Cassiglio firmati e datati 1583
- Storia di Susanna palazzo della famiglia Vacis a Ossanesga firmati e datati 1604
- Madonna e santi (opere perdute) abitazione privata in Borgo Palazzo
- Vergine e santa Caterina con consorziati e scene di carità (parzialmente perdute) abitazione privata borgo santa Caterina;
- Mercurio e Apollo (opere perdute ma attribuite) Piazza Pontida a Bergamo
- Madonna e santi (opera perduta) abitazione privata Via Pignolo a Bergamo
- Allegoria delle quattro stagioni (opera perduta) abitazione privata in via sant'Alessandro a Bergamo
- arte sacra chiesa di san Bernardino a Lallio[6]
- Crocifissione e la Predica di Santo Francescano monastero di Romacolo a Zogno[7]
- Madonna dormiente Santuario della Beata Vergine del monte Altino Vall'Alta